# Phillipsburg, Kansas
Phillipsburg là một thành phố thuộc quận Phillips, tiểu bang Kansas, Hoa Kỳ. Năm 2010, dân số của xã này là 2581 người.

## Dân số
Dân số các năm:
- Năm 2000: 2668 người
- Năm 2010: 2581 người